# Lebetus scorpioides
Lebetus scorpioides é uma espécie de peixe da família Gobiidae e da ordem Perciformes.

## Morfologia
- Os machos podem atingir 4 cm de comprimento total.[4][5]

## Alimentação
Alimenta-se de crustáceos pequenos (decápodes e anfípodes), poliquetas e bivalves.

## Habitat
É um peixe marítimo e de clima temperado que vive entre 30–375 m de profundidade.

## Distribuição geográfica
É encontrado desde o Sudoeste de Islândia, nas Ilhas Feroe e Hemnefjord (Noruega) até ao Norte do Mar Cantábrico.

## Observações
É inofensivo para os humanos.